# Morettia philaeana
Morettia philaeana là một loài thực vật có hoa trong họ Cải. Loài này được (Delile) DC. mô tả khoa học đầu tiên năm 1821.